# Кикапу Сајт 4 (Канзас)
Кикапу Сајт 4 (енгл. Kickapoo Site 6) насељено је место без административног статуса у америчкој савезној држави Канзас.

## Демографија
По попису из 2010. године број становника је 15.
| Група             | 2000.    | 2010.     |
| Белци             | 0 (0,0%) | 4 (26,7%) |
| Афроамериканци    | 0 (0,0%) | 0 (0,0%)  |
| Азијати           | 0 (0,0%) | 0 (0,0%)  |
| Хиспаноамериканци | 0 (0,0%) | 0 (0,0%)  |
| Укупно            | 0        | 15        |